# Fan Stilian Noli
Fan Stilian Noli, známý také jako Fan Noli, nebo Fan S. Noli, celým jménem Theofan Stilian Noli (6. ledna 1882 – 13. března 1965) byl vlivný politik meziválečné Albánie. V roce 1924 zastával pozici předsedy vlády albánské vlády. Založil také albánskou pravoslavnou církev;, kromě politika a diplomata byl také episkopem a spisovatelem.
Byl aktivní již v dobách vyhlášení nezávislosti státu v roce 1912. V roce 1921 kandidoval do albánského parlamentu za liberální uskupení. Později se stal i ministrem zahraničních věcí. Poté, co byl Ahmed Zogu, albánský prezident a později král, vyhnán ze země, stal se Noli regentem. Zahájil kampaň pro modernizaci státu, avšak ta se nakonec ukázala jako velice nepopulární. Po návratu hlavy státu do země uprchl do Itálie a nakonec do Spojených států.